# Глазков, Николай Иванович
Никола́й Ива́нович Глазко́в (30 января 1919, Лысково, Нижегородская губерния — 1 октября 1979, Москва) — советский поэт и переводчик, член Союза писателей СССР. Эпизодический актёр кино.

## Биография
Родился в семье юриста Ивана Николаевича Глазкова (род. в 1894) и учителя немецкого языка Ларисы Александровны Глазковой. В 1923 их семья переехала в Москву. Отец, член Московской городской коллегии защитников, был арестован 18 марта 1938 года и 4 июня того же года расстрелян.
Стихи писал с 1932 года. С 1938 года учился на филологическом факультете Московского государственного педагогического института. В армию не призывался по состоянию здоровья.
В 1939 году вместе с Юлианом Долгиным основал неофутуристическое литературное течение «небывализм» и выпустил два машинописных альманаха, за что в 1940 году был исключен из института (некоторые литературоведы считают причиной отчисления Глазкова из вуза то, что его отец был репрессирован).
Чувствуя в Глазкове истинного поэта, за него в разное время хлопотали Н. Асеев, И. Сельвинский, позднее — Н. Старшинов. В том же 1940-м Глазков по рекомендации Асеева был принят в Литературный институт, где учился с перерывами до 1946 года, по другим сведениям — до лета 1941 года. Его сокурсниками стали С. Наровчатов, М. Кульчицкий, Д. Кауфман, Б. Слуцкий, П. Коган.
Началась война. На фронт Глазкова не взяли по состоянию здоровья. Сам он так написал про это:
Был снег и дождь, и снег с дождём,
И ветер выл в трубе.
От армии освобождён
Я по статье «3-б».
Статья «3-б» означала расстройство психики или «циклофрению».
В 1942 году Глазков окончил Горьковский пединститут. С 1942 по 1944 год (полтора года) работал учителем в неполной средней школе в селе Никольское Чернухинского района, Горьковской области (по другим данным работал сельским учителем в Арзамасском районе), в 1944 вернулся в Москву и в течение 1944—1947 годов сменил много специальностей: работал носильщиком, грузчиком, пильщиком дров, литсотрудником многотиражки Московского университета, библиотекарем.
В 1947 году Глазков ездил в Среднюю Азию, переводил на русский язык стихи киргизских поэтов.
Начиная со второй половины 1950-х годов жил литературным трудом. Его стихи печатали журналы «Москва», «Октябрь», «Огонёк» и др. Публиковал переводы стихов Ивана Вазова, Назыма Хикмета и др.
В 1957 году в Калинине вышла первая книга стихов Николая Глазкова «Моя эстрада», через три года в московском издательстве «Советский писатель» вышла вторая — «Зелёный простор».
В 1961 году Н. И. Глазков был принят в члены Союза писателей СССР.
В 1955 году впервые появился на киноэкране в двух эпизодических ролях: в фильме Григория Рошаля «Вольница» и фильме-сказке «Илья Муромец». В 1966 году снялся в эпизодической роли «летающего мужика» Ефима в фильме Андрея Тарковского «Андрей Рублёв».
В 1974 году на экраны вышел фильм Андрея Кончаловского «Романс о влюблённых», в котором звучит «Песня о птицах», написанная на слова Глазкова. Кроме того, он исполнил в этом же фильме эпизодическую роль «старика-матрасника».
Современникам запомнился также большой физической силой (Инна Лиснянская: «Николай Глазков между чтением и физическую силу демонстрирует — в честь какой-нибудь из присутствующих дам одной рукой стул за ножку поднимает. И в мою честь стул высоко поднимал»).
Скончался в Москве в 1979 году. Похоронен на Востряковском кладбище (16 уч.).

## Творчество
Несмотря на признание таланта Глазкова в профессиональной среде, стихи его длительное время не публиковались из-за полного несоответствия требованиям советской пропаганды и цензуры. Начиная с 1940-х годов, Глазков изготавливал самодельные сборники, ставя на них слово «самсебяиздат», тем самым положив начало такому явлению, как самиздат (см.: Л. Лосев. Крестный отец Самиздата. — «Континент», № 23). В декабре 1959 Глазков напечатался в самиздатовском журнале «Синтаксис» Александра Гинзбурга, и это был последний случай его участия в неофициальной литературной жизни.
Из воспоминаний Росины Глазковой: «…в 1956 году летом поэт В. Д. Фёдоров ездил по своим издательским делам в Калинин. А директором издательства был его однокашник по Литературному институту Александр Парфёнов. И в это же издательство мой муж, поэт Николай Глазков, предложил свою первую книгу стихов. Фёдоров сам вызвался отредактировать книгу и, получив „добро“ от издательства, сделал это тщательно и со вкусом. А Парфёнов вдруг засомневался из каких-то соображений, выпускать ли эту книгу. И тогда Фёдоров заявил ему, что человек во всех ситуациях, как бы они ни были затруднительны, не должен идти на компромисс с обстоятельствами, а раз дал слово, то и надо держать его. Он сказал это очень сурово. И книга вышла. (в 1957 году) А Глазков после этого звал Васю — Фёдоров-первопечатник…» Это была первая книга стихов «Моя эстрада», тиражом 5 тысяч экз.
Начиная с 1957 года, у Глазкова вышло более 10 сборников стихов и переводов, но лучшие его стихи 1930—1950-х годов в эти сборники включены не были, а включенные подвергались значительным цензурным искажениям. И Вольфганг Казак в «Лексиконе русской литературы XX века», и Евгений Евтушенко в антологии «Строфы века» отмечали, что многие публиковавшиеся стихи Глазкова были написаны нарочито небрежно, фактически превращены в пародию на официальную советскую поэзию.
Глазков — автор ряда эпиграмм на Георгия Самченко
       «ГЛУХОНЕМЫЕ»
Когда я шёл и думал-или-или,
Глухонемые шли со мною рядом.
Глухонемые шли и говорили,
А я не знал — я рад или не рад им.
Один из них читал стихи руками,
А два других руками их ругали,
Но как глухонемой — глухонемых,
Я не способен был услышать их.
и знаменитой эпиграммы на представителей советского песенного официоза. Глазков однажды поспорил в Центральном доме литераторов, что в одной строчке высечет Долматовского, Матусовского и Ошанина.
Как серебро, сверкает дрянь.
Блестит, как злато, сор.
Долматусовская ошань
Повылезла из нор…
На самого Глазкова пародии писал Александр Иванов
Иные любят пинжаки и брюки,
Плащи и польта. Виноват, пальто.
Я человек простой. И эти штуки
Мне ни к чему. Типичное не то.
Сижу в исподнем. Вирши колупаю...
            «Глазковиада»
Кто мне под стать? Не вижу... Словом,
Стоит Глазков, сидит Глазков
И восторгается Глазковым
Книги, адекватно представляющие творчество Николая Глазкова, появились лишь в 1980—1990-х годах.
К 50-летию выхода на экраны фильма «Операция „Ы“ и другие приключения Шурика» Денис Горелов писал, что стихи Ярослава Смелякова читать в фильме было не обязательно, «они ломали и ритм, и смешливую интонацию». По его мнению, много более уместным был бы Николай Глазков.

## Избранные цитаты
Я на мир взираю из-под столика.

Век двадцатый — век необычайный.

Чем столетье интересней для историка,

Тем для современника печальней…

Господи, вступися за Советы,

Защити страну от высших рас,

Потому что все Твои заветы

Нарушает Гитлер чаще нас.

Оглуши Ты гадов нашей глушью,

А мелькнула чтобы новизна,

Порази врага таким оружьем,

Враг которого ещё не знал.

Мне говорят, что «Окна ТАСС»

Моих стихов полезнее.

Полезен также унитаз,

Но это не поэзия.

Я к сложным отношеньям не привык.

Одна особа, кончившая вуз,

Сказала мне, что я простой мужик.

Да, это так, и этим я горжусь.

Мужик велик. Как богатырь былин,

Он идолищ поганых погромил,

И покорил Сибирь, и взял Берлин,

И написал роман «Война и мир»!

## Семья
- Первая жена — Лидия Утенкова.
- Вторая жена — Росина Моисеевна Глазкова, художница-керамист
  - Сын — Николай Николаевич Глазков.

## Память
- В 1989 году в издательстве «Советский писатель» вышла книга «Воспоминания о Николае Глазкове»[12].
- В 2008 году был снят документальный фильм «Я гений Николай Глазков», в котором о поэте рассказали сын поэта Николай Николаевич Глазков и поэт Евгений Евтушенко.
- В Историко-художественном музее города Мытищи открыт зал памяти поэта Николая Глазкова.